# Nico Wegner
George Nicolaas Wegner, detto Nico (Nelspruit, 3 dicembre 1968), è un ex rugbista a 15 sudafricano, in carriera attivo nel ruolo di seconda linea e 4 volte internazionale per il Sudafrica.

## Biografia
Nico Wagner nasce in Sudafrica da una famiglia di origine tedesca. Durante la sua carriera di giocatore veste le maglie di: Villeneuve-sur-Lot, in Francia, Parma e Reggio Emilia, in Italia e Western Province, Sharks e Falcons, nel suo Paese di origine.
Nel 1993 viene convocato nella Nazionale sudafricana per disputare un test match contro la Francia, il 3 luglio 1993 a Johannesburg. In quell'estate viene convocato per il tour in Australia di luglio-agosto, disputando tre incontri ufficiali contro l'Australia a Sydney e Brisbane e 9 partite no-cap contro varie selezioni provinciali australiane.